# Lijst van weg- en veldkruisen in Boxmeer
Dit is een onvolledige lijst van weg- en veldkruisen in de gemeente Boxmeer. Onder kruisen wordt verstaan: alle weg-, veld- en hagelkruisen ed. De kruisen op kerkhoven of op gevels en daken van gebouwen zijn buiten beschouwing gelaten.
Bij enkele kruisen staat het huisnummer aangegeven van de woning die erbij ligt.
| Adres                            | Plaats        | Plaatsingsjaar | Soort kruis      | Extra informatie                                                  | Foto |
| -------------------------------- | ------------- | -------------- | ---------------- | ----------------------------------------------------------------- | ---- |
| Het Zand (bij nrs. 6 en 8)       | Boxmeer       | 18e-eeuws      |                  |                                                                   |      |
| Groeningsestraat-Molenweg        | Groeningen    | Ca. 1930       |                  |                                                                   |      |
| Gildestraat                      | Holthees      |                |                  |                                                                   |      |
| Sint Jozeflaan                   | Holthees      | 1999           | Herdenkingskruis | Geplaatst ter nagedachtenis aan de oorlogsslachtoffers 1940-1945. |      |
| Dorpsstraat                      | Oeffelt       | 1930           |                  |                                                                   |      |
| Irenestraat-Pasveldweg           | Overloon      | 1954           |                  |                                                                   |      |
| Sint Janslaan-Kort Sint Janslaan | Sambeek       | 1930           |                  |                                                                   |      |
| Spoorstraat                      | Vierlingsbeek |                |                  |                                                                   |      |
| Provincialeweg                   | Vortum-Mullem |                |                  |                                                                   |      |